# Killers from Space
Killers from Space este un film SF american din 1954 regizat de W. Lee Wilder (fratele lui Billy Wilder). În rolurile principale joacă actorii Peter Graves și Barbara Bestar. 

## Prezentare
Douglas Martin este un om de știință care monitorizează testele atomice. El este ucis într-un accident de avion, dar este reînviat de către extratereștri. Extratereștrii speră că acesta va spiona testele pentru ei și astfel să-i ajute să cucerească lumea noastră.

## Actori
- Peter Graves ca Dr. Douglas Martin
- Frank Gerstle ca Dr. Curt Kruger
- James Seay ca Col. Banks
- Steve Pendleton ca FBI Agent Briggs
- Barbara Bestar ca Ellen Martin
- Shepard Menken ca  Major Clift, M.D.
- John Frederick ca Denab and The Tala
- Jack Daly ca  Powerhouse Supervisor
- Ron Kennedy ca Sentry Sergeant
- Ben Welden ca Tar Baby 2 Pilot
- Burt Wenland ca Unspecified Sergeant
- Lester Dorr ca Gas Station Attendant
- Robert Roark ca Unspecified Guard
- Ruth Bennett ca Miss Vincent
- Mark Scott ca Narator